# Partamona bilineata
Partamona bilineata är en biart som först beskrevs av Thomas Say 1837.  Partamona bilineata ingår i släktet Partamona och familjen långtungebin. Inga underarter finns listade i Catalogue of Life.